# Переборы (дворец культуры)

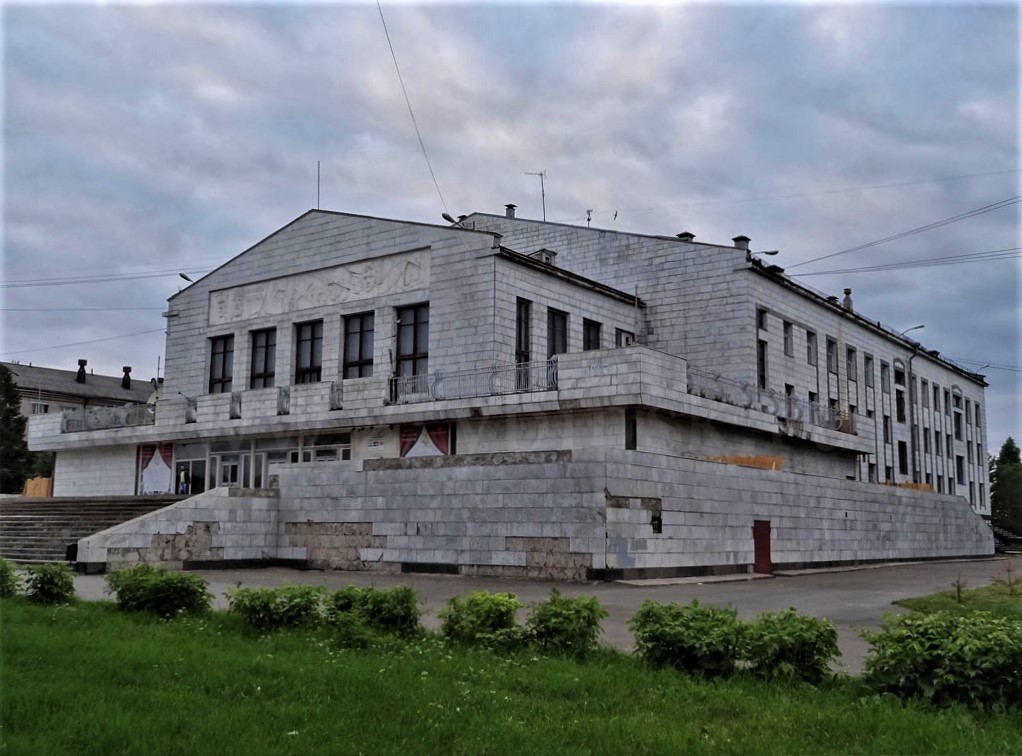
МУК Культурно-досуговый комплекс «Переборы»

Культурно-досуговый комплекс «Переборы» (до 2002 года — Дворец культуры «Кабельщик») — учреждение культуры, памятник советской архитектуры второй половины XX века. Строительство началось в 1965 году и продолжалось почти три года. Дворец располагается в центральной части микрорайона Переборы города Рыбинска.
Культурно-досуговый комплекс «Переборы» представляет собой образец провинциальной советской архитектуры 1960-х годов. В нём совмещаются черты «архитектуры рабочих поселков», типичные для первой половины пятидесятых и элементы модернизма, характерные для строительства 1960—1970 -х годов.

## История

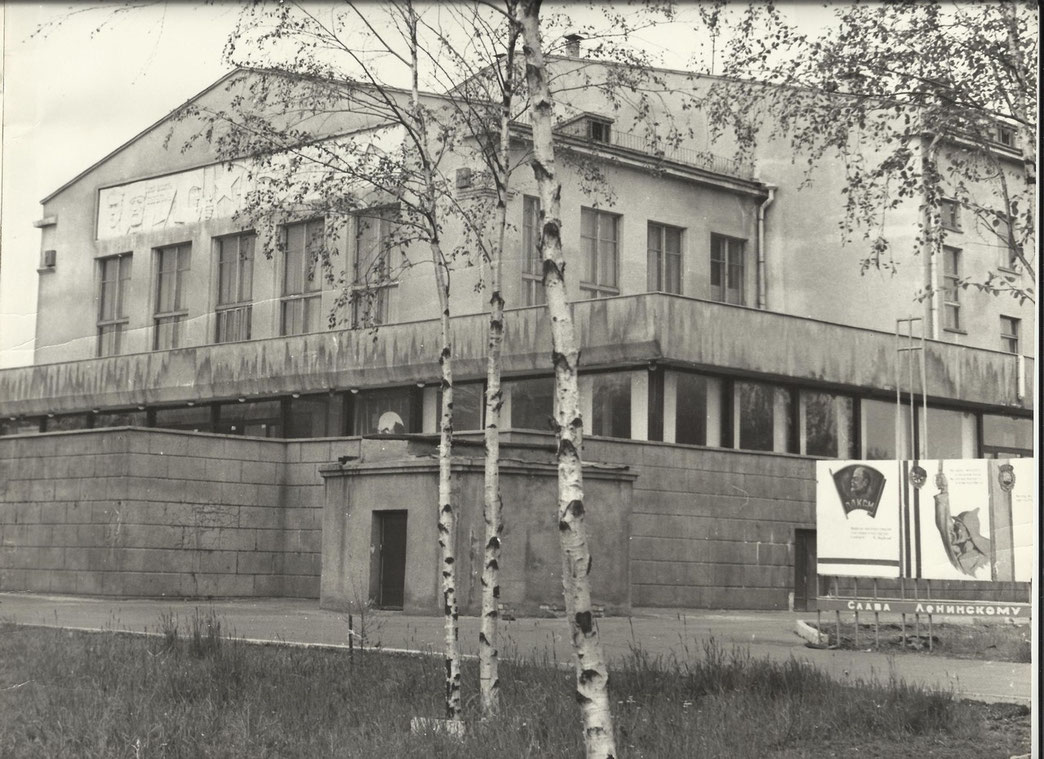
Дворец культуры «Кабельщик»

Дворец культуры строился как главный «досуговый центр» всего района, большую часть населения которого в шестидесятых годах прошлого столетия составляли рабочие и служащие Рыбинского кабельного завода («Рыбинсккабель»). Дворец планировалось построить как замену обветшавшему зданию посёлкового клуба, построенного в 30-е годы. Строительство началось в январе 1965 года по инициативе директора завода А. З. Филькельштейна и завершилось в 1967 году.
Содействие в необходимости постройки культурного учреждения оказала первая в мире женщина -— космонавт Валентина Терешкова. Открытие Дворца культуры «Кабельщик» состоялось в намеченные сроки и было приурочено к 50-летию Октябрьской революции.
По гранитным лестницам 4 ноября поднимались празднично одетые кабельщики, учителя, врачи, строители. Дворец стал для них местом сосредоточения культурной жизни, «очагом» удовлетворения культурных запросов широких масс рабочего класса и интеллигенции, во Дворце культуры стали интенсивно работать многие форумы и конференции, симпозиумы, проходили важные встречи, собрания и мероприятия. В 1960—1980 -е годы в нём располагались кружки для детей и взрослых, клубы по интересам, стрелковый тир, библиотека, лекционный зал на 200 мест, большая сцена с оркестровой ямой и кинотеатр на 800 зрительских мест, дискотека «Эврика», музей трудовой славы кабельного завода, а также спортивный зал с баскетбольно-волейбольной площадкой, катком, раздевалками и помещением для хранения спортивного инвентаря. Позже зал был убран, поскольку создавал неудобства для работы располагавшейся под ним библиотеки. В 1989 году здесь была открыта видеодискотека Будапешт — клуб № 1, была создана и находилась первая в городе Рыбинске студия кабельного телевидения «Эхо» с импортным оборудованием, при этом на балконе главного фасада с западной стороны размещались две спутниковые антенны большого диаметра. В 2001—2002 годах во дворце культуры располагался игровой зал для детей и подростков Sony PlayStation, а в 2005 году там находился игровой компьютерный зал.
Название «Переборы» и статус культурно-досугового комплекса Дворец культуры получил в 2002 году, когда перешёл на баланс городского муниципалитета.
Основным направлением работы КДК «Переборы» является создание благоприятных условий для удовлетворения культурных потребностей жителей города, их творческой самореализации, нравственного и патриотического воспитания детей, подростков и молодёжи, а также повышение социально-культурной активности населения. Важнейшим направлением работы КДК «Переборы» является работа с творческими коллективами. Для этого имеется достаточное количество помещений для занятий кружков самодеятельного творчества, художественных студий. Ежегодно проводится большое количество концертов самодеятельных и профессиональных артистов, конкурсов, фестивалей, театрализованных представлений и спектаклей, молодёжных развлекательных программ, детских массовых праздников. Для этого КДК «Переборы» обладает всеми необходимыми возможностями. В культурно-досуговом комплексе «Переборы» один коллектив имеет звание «Народный самодеятельный коллектив» и четыре коллектива — звание «Образцовый самодеятельный коллектив». На площади перед КДК «Переборы» также проводится большое количество праздников и концертов.
В настоящее время в культурно-досуговом комплексе, обладающем зрительным залом с большой сценой на 700 мест, банкетным и лекционным залом на 200 мест располагаются филиал № 3 Централизованной библиотечной системы города Рыбинска, Рыбинский муниципальный эстрадно-джазовый оркестр, изостудия «Радуга», детское творческое объединение «Русские традиции», детская эстрадно-экспериментальная студия «13 метров», детский хореографический коллектив «Веснушки», детский музыкальный театр «Школа Современного Искусства», а также молодёжный эстрадно-джазовый ансамбль «VOICE», хор ветеранов «Русская песня», ансамбль русских народных инструментов «Русская тройка», дискотека Будапешт — клуб № 1, кафе. В 2012 году в КДК «Переборы» переехали фонды Шекснинской и детской библиотек с улиц Больничной и Спортивной — ныне они полностью вошли в состав библиотеки-филиала № 3 ЦБС города Рыбинска.
В нижнем фойе здания со стороны главного входа установлен памятник В. И. Ленину, сидящему в кресле. Напротив него на стене установлена мемориальная доска в честь первого директора кабельного завода А. З. Филькельштейна, под руководством которого строился дворец.

## Архитектура
Культурно-досуговый комплекс «Переборы» представляет собой вытянутое прямоугольное здание, имеющее четыре этажа, подвальное помещение и двускатную крышу. Композиционно можно выделить в здании три части: южную часть (нижнее и верхнее фойе, гардероб) с поднятым на высокий широкий подиум главным фасадом и балконом; северную часть (библиотека и клубы), завершающуюся задним фасадом с четырёхколонным портиком, также поднятым на высокий подиум, и зрительный зал со сценой и многочисленными помещениями, находящимися в центральной части дворца. Подобная планировка здания во многом обусловлена практическими целями — в новом Дворце культуры необходимо было разместить как можно больше «культурных учреждений».
В целом, по своему архитектурному оформлению дворец напоминает первые послевоенные дома, построенные в Переборах в начале пятидесятых годов. Особый интерес представляет главный фасад здания, созданный в характерном для шестидесятых годов стиле архитектурного модернизма. Именно фасад, построенный в соответствии с последними тенденциями архитектуры того времени, должен был выделить дворец среди других зданий и обозначить его функцию «культурного центра» всего района.

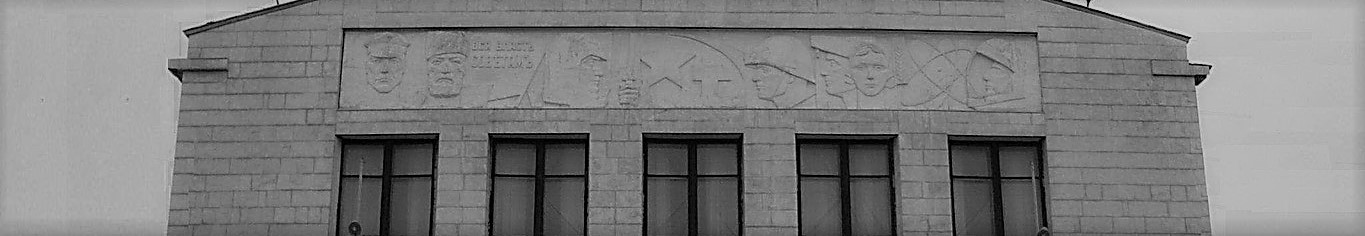
Фриз на главном фасаде Дворца культуры

Вскоре после официального открытия Дворца культуры, в том же 1967 году, на главном фасаде появился фриз «ВСЯ ВЛАСТЬ СОВЕТАМЪ». Изображения на фризе, вероятно, должны были символически отразить самые значительные события прошедших пяти десятилетий — Октябрьскую революцию, Гражданскую и Великую Отечественную войну, развитие промышленности и сельского хозяйства, запуск человека в космос.
Современное состояние культурно-досугового комплекса «Переборы» значительно отличается от первоначального вида памятника советской архитектуры — после постройки и до девяностых годов нижняя часть главного фасада была остеклена (входные двери также все были из стекла), тогда как сейчас она практически полностью заложена кирпичом; кроме того, кирпичное здание не было облицовано мраморной плиткой и было серого цвета; также ограда балкона главного фасада была сплошная — не было решетчатого ограждения и металлических выступов. Ежегодно к дню Победы на нижнюю часть главного фасада вывешивают фотографии переборцев-ветеранов Великой Отечественной войны.